# Vestito nero di Rita Hayworth
Il vestito nero indossato da Rita Hayworth nel film Gilda, fu realizzato dal costumista statunitense Jean Louis e venne utilizzato in una delle scene più celebri del film: quella in cui il personaggio di Gilda interpreta il brano Put The Blame On Mame, improvvisando un breve striptease (in realtà leva soltanto un guanto durante il balletto, e l'altro alla fine), coreografato da Jack Cole. Il vestito ha contribuito a consolidare l'immagine di femme fatale nell'immaginario collettivo, oltre ad essere universalmente riconosciuto come icona della moda e del cinema.

## Storia
Lo stilista parigino Jean Louis, costumista della Columbia Pictures collaborò con l'attrice Rita Hayworth in nove film a partire da Stanotte e ogni notte del 1945 sino ad arrivare a Cordura del 1959. Jean Louis viene definito "un ingrediente essenziale nella formula che creò l'immagine di Rita Hayworth"..
L'ispirazione di Jean Louis per realizzare l'abito che Rita Hayworth indossò in Gilda è il dipinto Ritratto di Madam X, del pittore John Singer Sargent che nel 1884 dipinse la socialite parigina espatriata in America Virginie Amélie Avegno Gautreau (1859-1915).
Per creare gli abiti per Gilda, Jean Louis si ispirò ai ritratti di Madame X, celebre socialite parigina. Secondo la rivista Life il guardaroba realizzato da Jean Louis per Rita Hayworth aveva un valore di circa 60.000 dollari, una cifra sbalorditiva per l'epoca.
Nel 1946, si diffuse la notizia che l'immagine di Rita Hayworth nei panni di Gilda era stata impressa sulla prima bomba nucleare ad essere testata dopo la seconda guerra mondiale (nell'atollo di Bikini nell'Oceano Pacifico), come parte dell'Operazione Crossroads. Tuttavia, ricerche recenti hanno suggerito che tutto ciò che era riportato sulla bomba era solo la parola "Gilda".
Ad aprile 2009, il vestito doveva essere venduto presso la casa d'asta di Forrest J. Ackerman. Nella descrizione del lotto veniva specificato che il vestito aveva ancora le etichette “proprietà della Columbia Pictures” e Rita Hayworth cucite all'interno. Il prezzo iniziale stimato era fra i 30.000 ed i 50.000 dollari, tuttavia l'abito è stato ritirato prima che raggiungesse l'asta. In seguito, a settembre 2009, il vestito è apparso inspiegabilmente in un'asta del sito web eBay con un prezzo iniziale di 30.000 dollari.
Alla celebre scena dell'abito nero di Gilda in seguito hanno fatto riferimento numerose pellicole. Uno dei più ricordati è la parodia interpretata da Jessica Rabbit nel lungometraggio Disney Chi ha incastrato Roger Rabbit, in cui il personaggio si esibisce in una performance di Why Don't You Do Right? rifacendosi allo stile di Rita Hayworth in Gilda.

## Design
Il vestito è un tubino in raso nero con scollatura dritta che lascia completamente scoperte le spalle. Il vestito è lungo sino al suolo ed ha un profondo spacco laterale. Nella scena del film Gilda in cui compare, l'abito è abbinato ad un paio di guanti lunghi sino alle spalle.
Per poter indossare l'abito, Rita Hayworth fu costretta ad indossare un corsetto, dato che appena pochi mesi prima, aveva partorito sua figlia Rebecca, e non era ancora completamente tornata in forma. Inoltre per far sì che l'abito rimanesse al suo posto durante la coreografia, Jean Louis studiò una imbracatura, da indossare sotto al vestito. L'imbracatura era composta da tre sartiame - una sotto il seno, una al centro e uno sul lato. Inoltre della plastica morbida era stata modellata intorno alla parte superiore della gonna.